# Fusa
Fusa était une kommune de Norvège dans le comté de Hordaland.
Elle a fusionné le 1er janvier 2020 avec la commune de Os pour former la commune de Bjørnafjorden dans le comté de Vestland.